# Euophrys fucata
Euophrys fucata là một loài nhện trong họ Salticidae.
Loài này thuộc chi Euophrys. Euophrys fucata được Eugène Simon miêu tả năm 1868.